# Comunitat de comunes Entre Juine et Renarde
La Comunitat de comunes Entre Juine et Renarde (oficialment: Communauté de communes Entre Juine et Renarde) és una Comunitat de comunes del departament de l'Essonne, a la regió de l'Illa de França.
Creada al 2013, està formada per 16 municipis i la seu es troba a Étréchy.

## Municipis
1. Auvers-Saint-Georges
2. Boissy-le-Cutté
3. Boissy-sous-Saint-Yon
4. Bouray-sur-Juine
5. Chamarande
6. Chauffour-lès-Étréchy
7. Étréchy
8. Janville-sur-Juine
9. Lardy
10. Mauchamps
11. Saint-Sulpice-de-Favières
12. Saint-Yon
13. Souzy-la-Briche
14. Torfou
15. Villeconin
16. Villeneuve-sur-Auvers